# Saint-Martin-en-Gâtinois
Pour les articles homonymes, voir Saint-Martin.
Saint-Martin-en-Gâtinois est une commune française située dans le département de Saône-et-Loire, en région Bourgogne-Franche-Comté.

## Géographie
La commune de Saint-Martin-en-Gâtinois est limitée au nord par la Dheune et à l’ouest par l’ancienne voie romaine de Langres. Ce territoire n’a conservé qu’un petit bois, le Bois Brûlé, près du hameau de Neuvelle. L’habitat se concentre dans l’agglomération principale qui comprend les écarts du Bout d’Amont et de Gâtenay au nord et nord-est du village, et dans deux hameaux, Neuvelle et Corcelles , situés au sud-ouest de la commune. Le Merlantey est une ferme isolée sur une route secondaire reliant Neuvelle à Saint-Martin-en-Gâtinois. La limite ouest de la commune suit l’ancienne voie romaine de Langres. Saint-Martin-en-Gâtinois est une création médiévale relativement tardive ;  la toponymie désigne le pays de la gâtine, fond de vallée aux terres incultes et marécageuses. L'écart de Gatenay , qui a donné son nom à la commune, représente le centre primitif de peuplement installé non loin du passage où le chemin rejoignant la voie de Verdun-Dijon franchit la Dheune. Le hameau de Corcelles, au sud de la commune, s’est établi à mi-chemin de la Dheune et de la voie romaine et pourrait être une création féodale des seigneurs d’Allerey ou des évêques de Chalon. Le hameau de Neuvelle se trouve en bordure de la voie romaine, au sud-ouest de la commune : ce hameau serait un centre de défrichement du haut moyen-âge qui a succédé a un habitat gallo-romain.

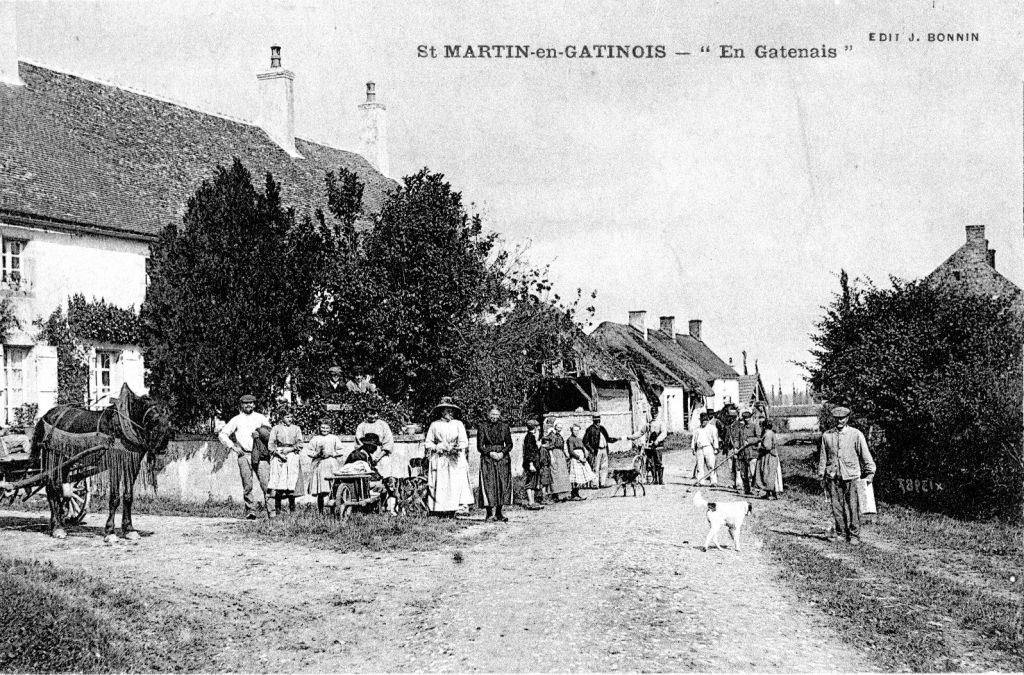
En Gatenay avant 1930
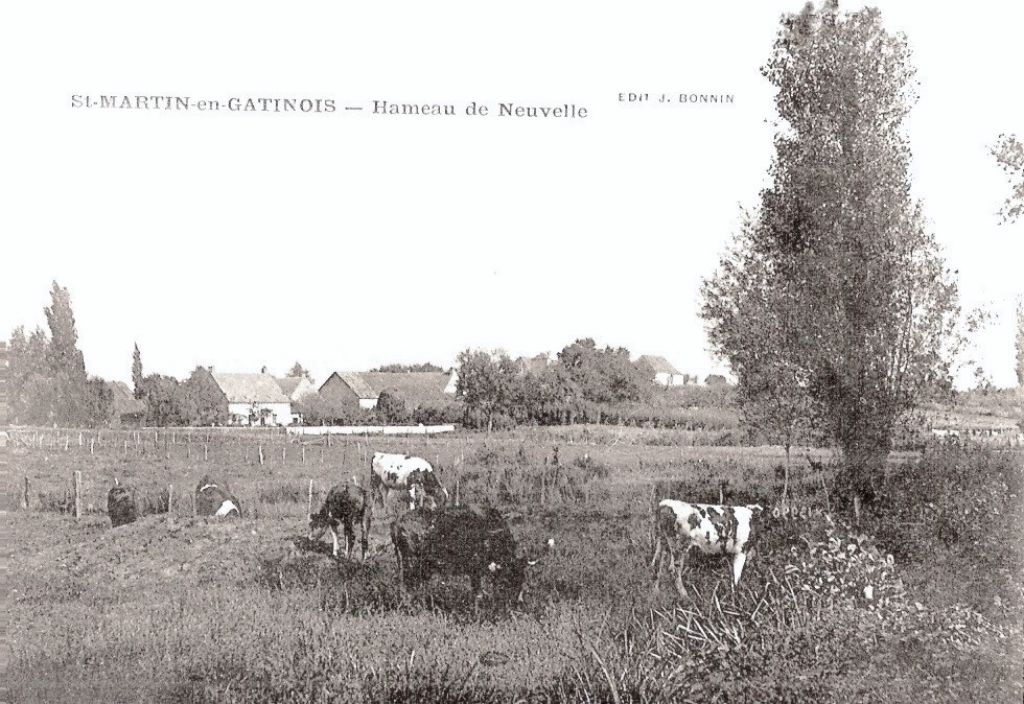
Hameau de Neuvelle 1916
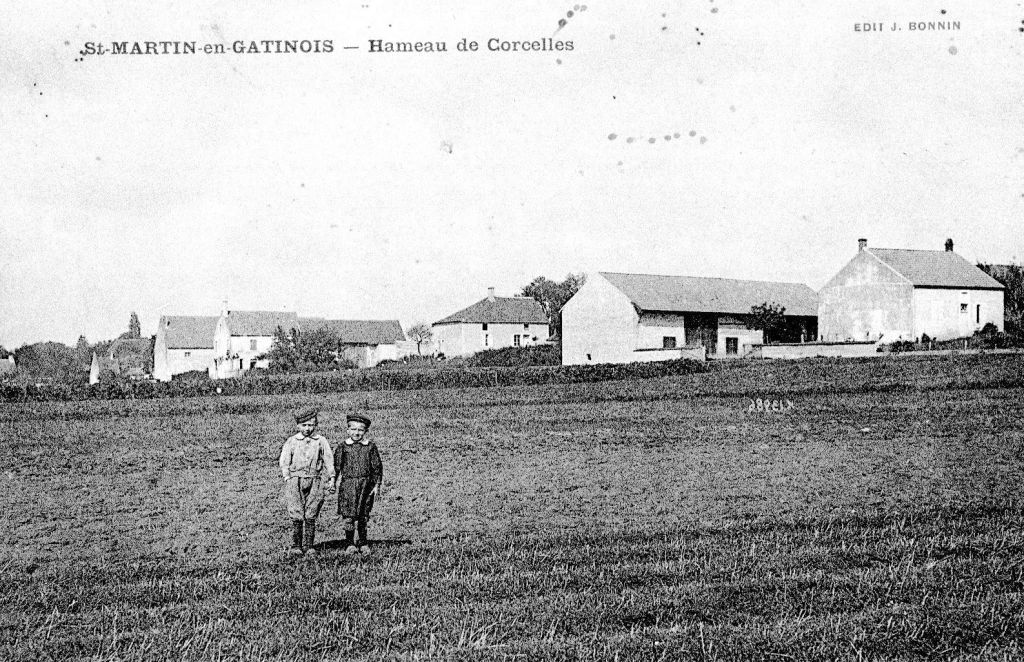
Hameau de Corcelles 1916
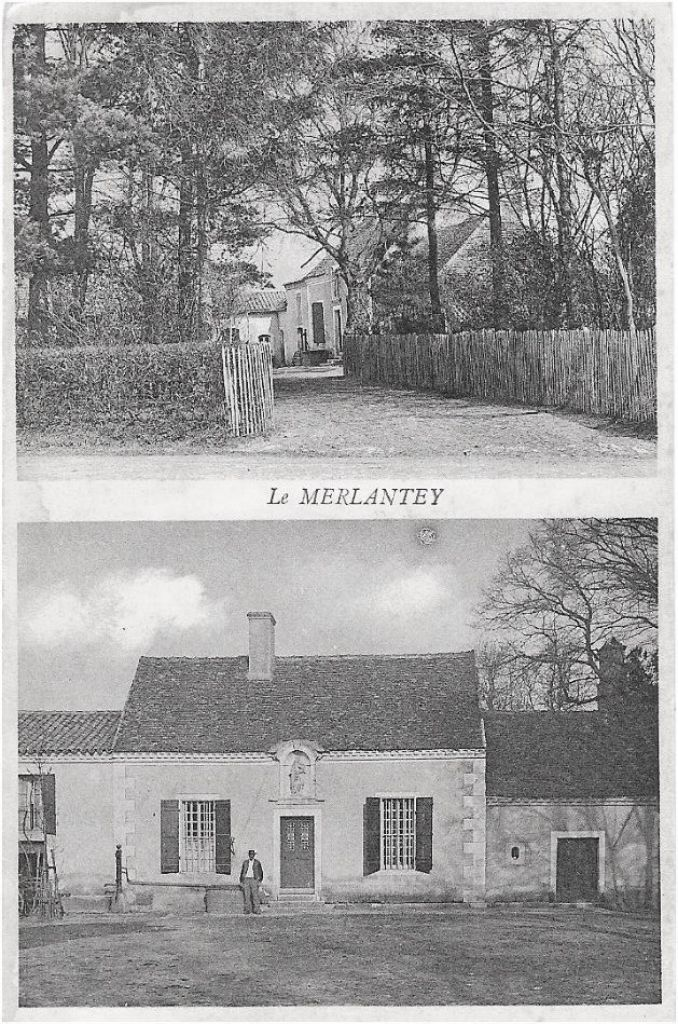
Le Merlantey avant 1930

## Accès
Routes pour Saint-Martin-en-Gatinois ; aujourd'hui et Voie Romaine 

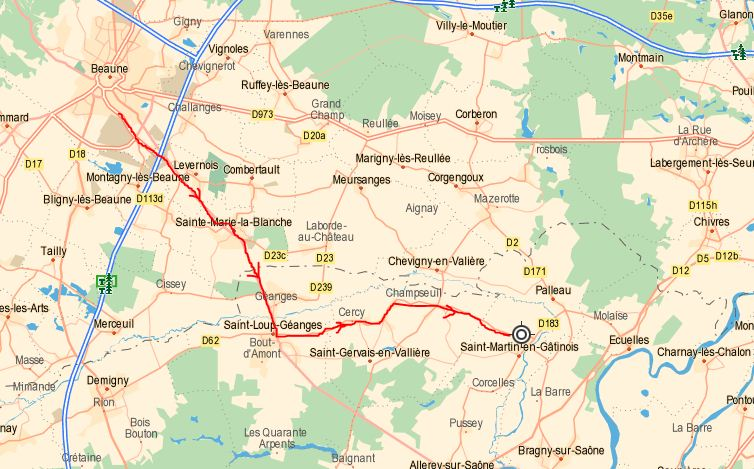
Route pour Saint Martin par autoroute
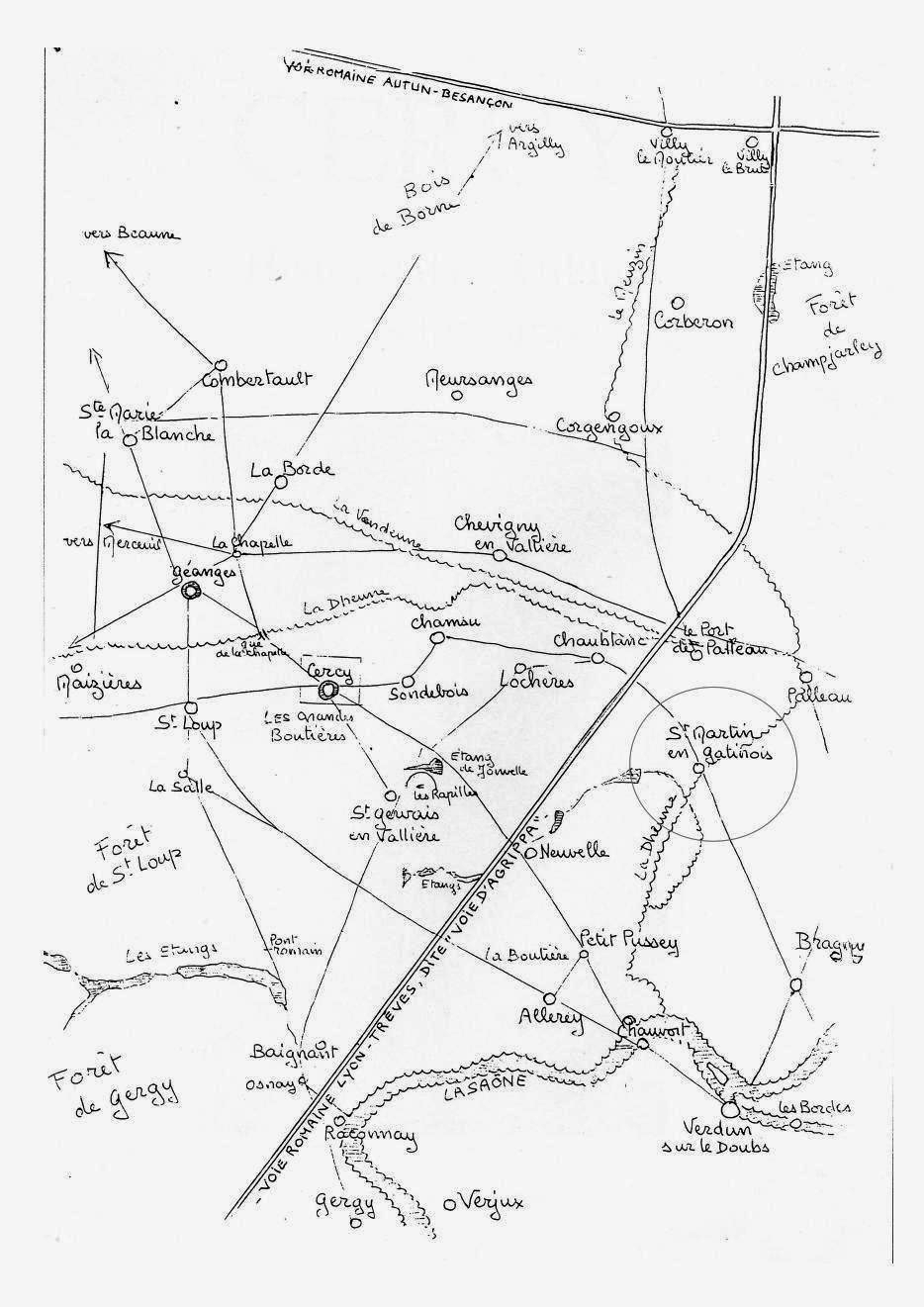
Saint Martin par la voie Romaine

### Climat
Pour des articles plus généraux, voir Climat de la Bourgogne-Franche-Comté et Climat de Saône-et-Loire.
En 2010, le climat de la commune est de type climat océanique dégradé des plaines du Centre et du Nord, selon une étude du Centre national de la recherche scientifique s'appuyant sur une série de données couvrant la période 1971-2000. En 2020, Météo-France publie une typologie des climats de la France métropolitaine dans laquelle la commune est dans une zone de transition entre le climat océanique altéré et le climat semi-continental et est dans la région climatique  Bourgogne, vallée de la Saône, caractérisée par un bon ensoleillement (1 900 h/an), un été chaud (18,5 °C), un air sec au printemps et en été et des vents faibles.
Pour la période 1971-2000, la température annuelle moyenne est de 11,2 °C, avec une amplitude thermique annuelle de 17,8 °C. Le cumul annuel moyen de précipitations est de 807 mm, avec 11,1 jours de précipitations en janvier et 7,5 jours en juillet. Pour la période 1991-2020, la température moyenne annuelle observée sur la station météorologique de Météo-France la plus proche, « Bragny sur Saône », sur la commune de Bragny-sur-Saône à 4 km à vol d'oiseau, est de 12,3 °C et le cumul annuel moyen de précipitations est de 845,9 mm. 
La température maximale relevée sur cette station est de 40,3 °C, atteinte le 24 juillet 2019 ; la température minimale est de −12,9 °C, atteinte le 5 février 2012,,.
Les paramètres climatiques de la commune ont été estimés pour le milieu du siècle (2041-2070) selon différents scénarios d'émission de gaz à effet de serre à partir des nouvelles projections climatiques de référence DRIAS-2020. Ils sont consultables sur un site dédié publié par Météo-France en novembre 2022.

## Urbanisme

### Typologie
Au 1er janvier 2024, Saint-Martin-en-Gâtinois est catégorisée commune rurale à habitat dispersé, selon la nouvelle grille communale de densité à sept niveaux définie par l'Insee en 2022. Elle est située hors unité urbaine. Par ailleurs la commune fait partie de l'aire d'attraction de Beaune, dont elle est une commune de la couronne,. Cette aire, qui regroupe 64 communes, est catégorisée dans les aires de 50 000 à moins de 200 000 habitants,.

### Occupation des sols
L'occupation des sols de la commune, telle qu'elle ressort de la base de données européenne d’occupation biophysique des sols Corine Land Cover (CLC), est marquée par l'importance des territoires agricoles (98 % en 2018), une proportion identique à celle de 1990 (98 %). La répartition détaillée en 2018 est la suivante : terres arables (67,2 %), prairies (22,1 %), zones agricoles hétérogènes (8,6 %), forêts (2 %). L'évolution de l’occupation des sols de la commune et de ses infrastructures peut être observée sur les différentes représentations cartographiques du territoire : la carte de Cassini (XVIIIe siècle), la carte d'état-major (1820-1866) et les cartes ou photos aériennes de l'IGN pour la période actuelle (1950 à aujourd'hui).

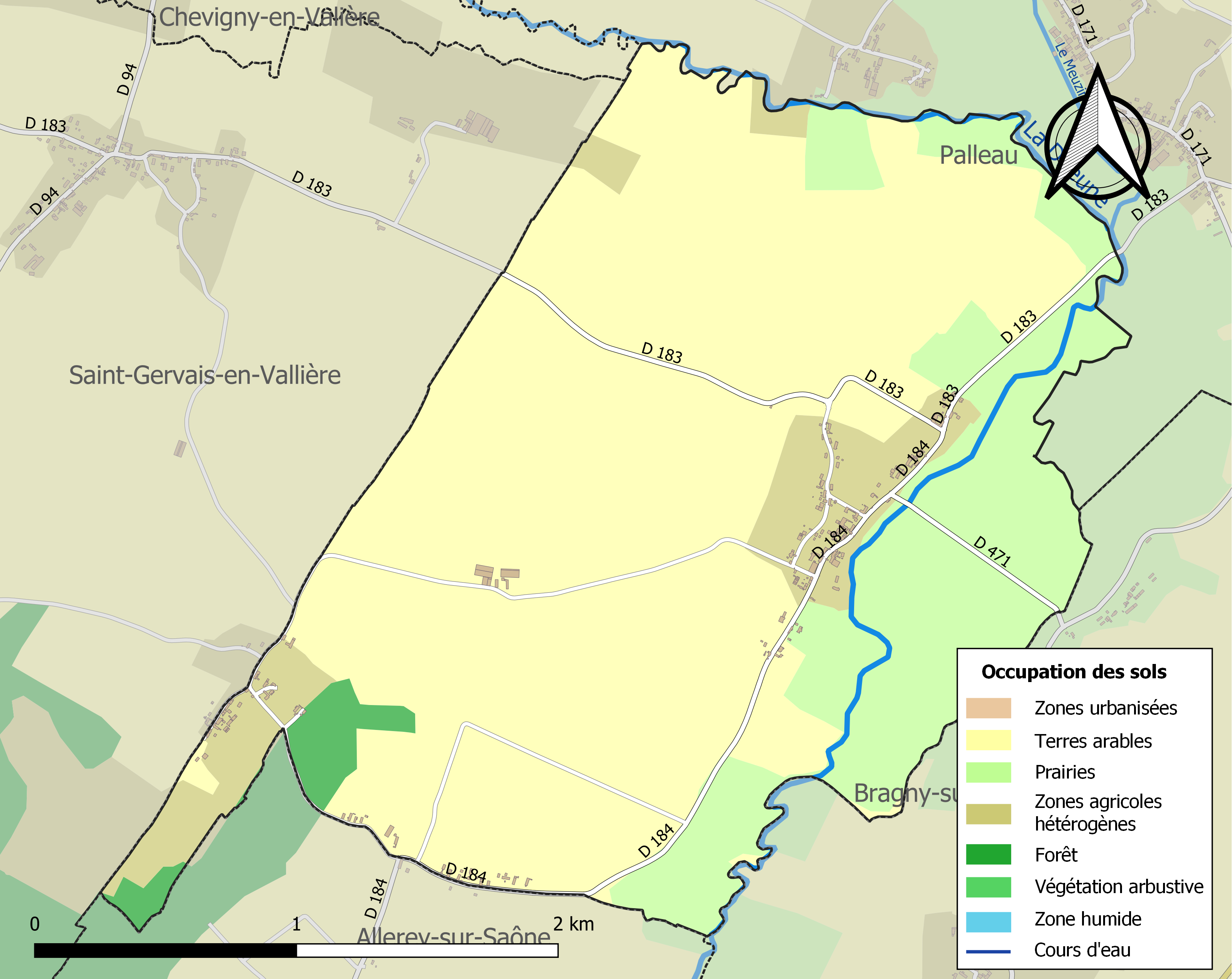
Carte des infrastructures et de l'occupation des sols de la commune en 2018 (CLC).

## Toponymie
La commune tire son nom du mot Gâtine (ou gastine), le Gâtinois étant aussi le nom d'une ancienne province de France (d'« environ 18 lieues de longueur sur 12 dans sa plus grande largeur, bordée au nord par la Beauce, au sud par l'Auxerrois, à l'ouest par le Sénonais et à l'est par le Hurepoix et la rivière de Vernisson. Cette province se distingue entre Gatinois françois ; & Gatinois orléannois. Il abonde en bled (blé), prairies, pâturages, rivières & en excellent safran »)
Les définitions - ci-dessous - de toponymes sont des citations extraites de l'ouvrage de Claude Joannelle : «La toponymie du Verdunois» 
Gatinois : Toponyme germano-roman.
Le déterminant locatif du toponyme, Gatinois, provient d’un collectif en «etum» formé sur le latin vulgaire «vastina» qui a donné l’ancien Français Gastine (devenu gâtine) et désignait un lieu en friche, une terre inculte. Le français moderne a conservé le verbe «gâter» et le nom «dégât» et il a recréé tardivement, sur le latin «devastare» le verbe «dévaster». De leur côté, certains dialectes possèdent encore localement le vieux mot «gâtine», utilisé en outre par les géographes pour désigner des terres imperméables, marécageuses et stériles : cf. la Gâtine de Parthenay (ou poitevine) et la Gâtine tourangelle. Enfin, notre toponyme lui-même, Gâtinois (qui se prononçait «gâtinoué» jusqu’à la fin du 18ème siècle) se retrouve dans le nom d’un pays de France, le Gâtinois (région de Montargis), dont le sol de sables argileux peu fertiles était autrefois couvert de landes et de bois.
Ecarts de Saint-Martin-en-Gatinois :
Champ : Toponyme français.
Cet habitat médiéval, aujourd’hui disparu, ne subsiste plus que dans les lieux-dits, Le Pâquier de Champ et Le Vieux Château. C’était au Moyen Age un château important, siège d’une seigneurie dépendant de la baronnie de La Salle. L’origine est sans aucun doute l’appellatif «champ» (du latin «campus») qui, employé comme toponyme, désigne des terrains cultivés par opposition aux terres en friche ou incultes. Le nom de lieu est ici amplement justifié par le contexte : Champ, représente un terroir cultivé au milieu de la gâtine.
Gatenay : Toponyme roman.
Cet écart de Saint-Martin-en-Gatinois, qui a donné son nom à la commune, représente le centre primitif de peuplement : il s’agit sans doute d’une création du Bas Empire ou du Haut Moyen Age (comme l’indique l’origine linguistique du toponyme). Le toponyme Gâtenay a subi tardivement (après le 14ème siècle) l’attraction de l’oronyme de même famille «Gâtinois/Gâtinais», et c’est ce dernier qui a fini par se maintenir, comme déterminant locatif, dans le nom de la paroisse, supplantant la forme primitive Saint-Martin-de-Gâtenay.
Bout d’amont : Toponyme français.
La topographie locale confirme le sens qu’il faut attribuer à ce nom de lieu : Bout d’Amont est I’extrémité d’en haut.
Corcelles ( Corticella ) : Le petit domaine, Toponyme roman.
Ce nom de lieu est une formation médiévale ancienne (6ème à 12ème siècles) et il représente un diminutif du latin Cohors/Cortis, qui désignait la cour de ferme. Ce thème, extrêmement productif depuis le Haut Moyen Age jusqu’à l’époque féodale, a pris le sens de ferme, puis de domaine, succédant au latin «fundus» et concurrençant «villa» il est à l’origine des innombrables nombreux nom de villages en «court», dont la plus forte densité se trouve dans le Nord et l’est de la France, c’est-à-dire dans les régions très germanisées. Son diminutif Corticella (Cortis + Ella) représente un morcellement du domaine primitif, une dépendance du centre d’exploitation principal et il est par conséquent équivalent de «chésau» et «villar». L’ancien Français avait élaboré toute une gamme très riche de mots sur ce thème, et parmi eux «cortis/curtil» (la petite cour, l’enclos, le jardin) et «cortisel/corcel» (le jardinet).
Le Merlantey : Le domaine des merles, Toponyme français.
Merlantey, est un dérivé du latin Merula. (merle) L’appellatif «meix» (nom ancien de la maison) déterminé par un patronyme «lantey», avec insertion du phonème transitoire «r» en fausse assimilation : Le Merlantey = Le Meix-Lantey. On aurait alors un type toponymique tardif, très productif en Verdunois dès le milieu du Moyen Age. Le participe passé latin Merulantis = baigné, mouillé : Le Merlantey, Le Merlanté (le lieu humide).
Neuvelle  (Nova villa) :  Le Nouveau domaine, Toponyme roman.
Ce nom de lieu, extrêmement répandu en France, appartient à la même couche linguistique que «Corcelles» et il est un équivalent, morphologiquement plus ancien, de «Villeneuve». Il s’agit d’un composé, constitué du substantif déterminé «villa» (le domaine, le village) et de l’adjectif déterminant féminin «nova» (nouveau, neuf). L’ordre des composants, l’adjectif + le nom appartient à la syntaxe germanique et indique une formation plus ancienne que celle des «villeneuves». Neuvelle est une forme régionale, typique de l’Est, l’équivalent en français central étant «Neuville».

## Histoire
Ces textes sont en partie tirés d'un manuscrit de l'abbé Bandet curé de Saint Martin de 1840 à 1855, puis curé d'Ecuelles de 1870 à 1878, manuscrit déposé à Ecuelles puis photocopié par M. Fiorini, de Palleau, en dépôt au GEHV, des bases de données du ministère de la Culture, du Patrimoine de Bourgogne-Franche-Comté, des archives du GEHV, des bulletins des Trois rivières (n°10, 49, 65)  
Saint Martin : Le déterminé de ce nom de lieu est l'hagionyme le plus célèbre de France ;  255 chefs-lieux de communes et un nombre incalculable de hameaux, écarts et lieux dits portent le nom de l'Evangélisateur des Gaules.- Saint Martin est né à Sabaria  Pannonie (région danubienne) vers 316.  Un descriptif précis de sa biographie est à lire dans la page qui lui est consacrée : Martin de Tours. En complément, la légende, rapporte que le fougueux évangélisateur, ayant détruit au Mont-Beuvray un temple dédié à la déesse Bibracte, avait été poursuivi par la foule indignée de ce sacrilège ; il était sur le point d'être rejoint lorsqu'un bond prodigieux de l'âne qui le portait le sauva d'un mauvais parti : on montre encore les traces du pas de l’âne où les malades vinrent boire, durant des siècles, l'eau qui demeurait après les pluies. - La basilique Saint Martin de Tours qui renfermait son tombeau, fut très tôt et durant tout le Moyen Age, l'un des principaux centres de l'Occident chrétien avec celui de St Jacques de Compostelle. Les paroisses consacrées à saint Martin tirent leur origine, non pas d'un passage de l'évangélisateur sur leur territoire, mais plus simplement de la présence de reliques rapportées par les innombrables fidèles qui avaient accompli le pèlerinage de Tours. Ces reliques consistaient généralement en de simple étoffes ou objets qu'en avait mis en contact avec la châsse renfermant les ossements du saint ou encore en un peu de poudre de pierre arrachée au tombeau. La présence à Autun d'une abbaye St Martin, fondée en 589 par la reine Brunehaut, fit beaucoup pour rendre populaire dans notre région le culte de l'Evangélisateur des Gaules : une douzaine de communes du département portent encore son nom.
Origine de Gatinois : Saint-Martin-en-Gâtinois est une création médiévale relativement tardive. Il est curieux de constater que le terroir communal ne présente aucun toponyme antérieur au Haut Moyen Age ou, à tout le moins, au Bas-Empire, et les prospections archéologiques n'ont révélé jusque-là que de maigres vestiges médiévaux (cf. Champ) dont la rareté contraste avec la densité des trouvailles dans les communes avoisinantes (Palleau, Allerey, Bragny).
- Saint-Martin-en-Gâtinois, n’apparaît dans les textes que dans le dernier quart du 13ème siècle, c’était jusque là une simple annexe d’Allerey pourvue d’une chapelle que l’évêque Pons de Chalon érigea en cure en 1271, à la demande de Pierre de Palleau, seigneur d’Allerey, lequel, y fonda un petit chapitre de trois chanoines et un curé doyen. Le vaste mouvement de défrichement et de mise en valeur des sols encore vierges, coïncide avec l’expansion démographique du 13ème siècle. La création de l’église et du chapitre de Saint-Martin-de-Gatenay (c’est le nom que portait alors le village), est liée à l’établissement hospitalier voisin de Saint Martin de Pussey qui lui est antérieur et doit être à l’origine du vocable. Le chapitre ne dut guère prospérer d’ailleurs, puisqu’on voit l’évêque Guillaume de Bellevesvre le rattacher, dix ans plus tard, à l’église paroissiale d’Allerey. Les différents indices archéologiques, toponymiques et historiques  concordent suffisamment pour permettre de suggérer que le défrichement et le peuplement de la Gâtine verdunoise ont été l’oeuvre du Moyen Age.

## Politique et administration
| Période                                  | Période   | Identité             | Étiquette | Qualité |
| ---------------------------------------- | --------- | -------------------- | --------- | ------- |
| août 1945                                | mars 1959 | J-B Paillard         | sans      |         |
| mars 1959                                | mars 1965 | Maurice Devevey      | sans      |         |
| mars 1965                                | mars 1995 | Georges Chatry       | sans      |         |
| mars 1983                                | mars 2008 | Gérard Guillot       | sans      |         |
| mars 2008                                | en cours  | Georges-Louis Chatry | sans      |         |
| Les données manquantes sont à compléter. |           |                      |           |         |

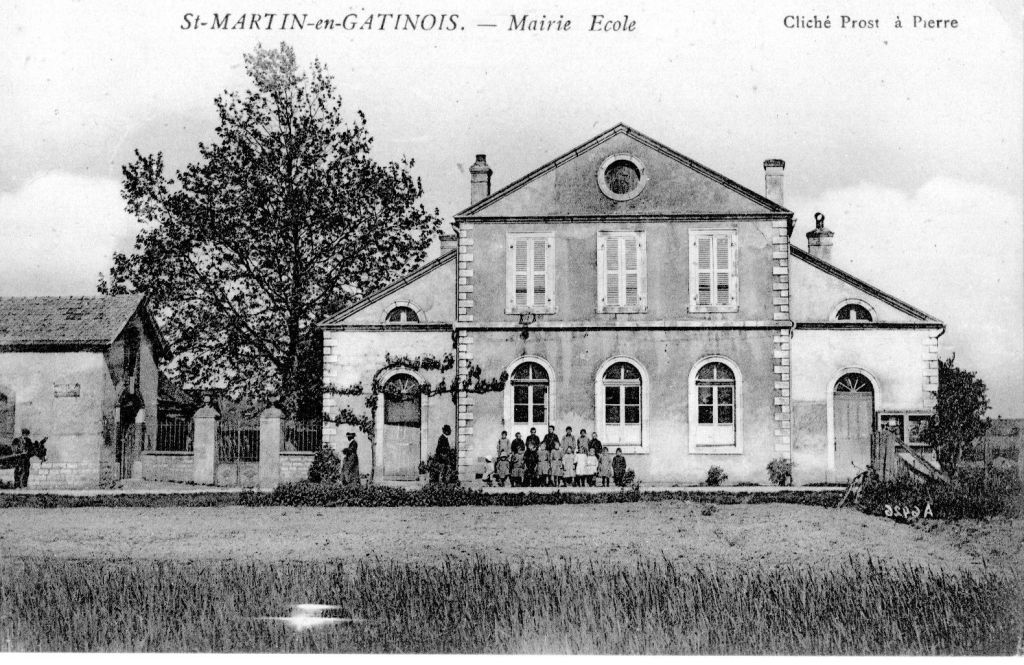
Mairie-Ecole 1910
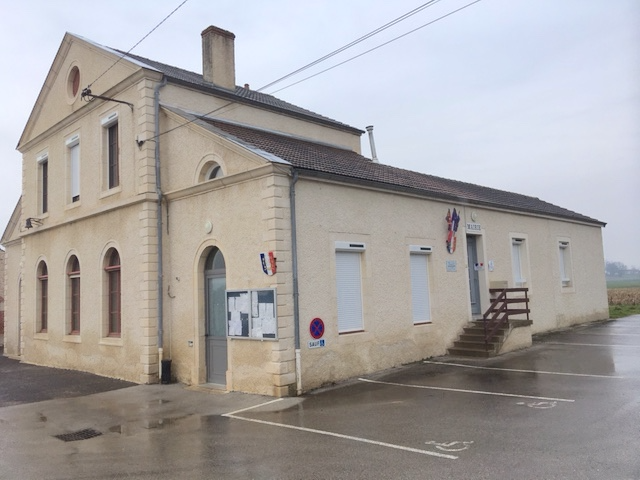
Salle des fêtes-Mairie -2025

## Démographie
L'évolution du nombre d'habitants est connue à travers les recensements de la population effectués dans la commune depuis 1793. Pour les communes de moins de 10 000 habitants, une enquête de recensement portant sur toute la population est réalisée tous les cinq ans, les populations de référence des années intermédiaires étant quant à elles estimées par interpolation ou extrapolation. Pour la commune, le premier recensement exhaustif entrant dans le cadre du nouveau dispositif a été réalisé en 2005.

En 2022, la commune comptait 120 habitants, en évolution de −2,44 % par rapport à 2016 (Saône-et-Loire : −1,06 %, France hors Mayotte : +2,11 %).
| 1793 | 1800 | 1806 | 1821 | 1831 | 1836 | 1841 | 1846 | 1851 |
| ---- | ---- | ---- | ---- | ---- | ---- | ---- | ---- | ---- |
| 395  | 443  | 437  | 407  | 410  | 428  | 416  | 411  | 406  |

| 1856 | 1861 | 1866 | 1872 | 1876 | 1881 | 1886 | 1891 | 1896 |
| ---- | ---- | ---- | ---- | ---- | ---- | ---- | ---- | ---- |
| 379  | 413  | 428  | 404  | 390  | 375  | 378  | 352  | 362  |

| 1901 | 1906 | 1911 | 1921 | 1926 | 1931 | 1936 | 1946 | 1954 |
| ---- | ---- | ---- | ---- | ---- | ---- | ---- | ---- | ---- |
| 343  | 325  | 314  | 252  | 256  | 233  | 240  | 217  | 204  |

| 1962 | 1968 | 1975 | 1982 | 1990 | 1999 | 2005 | 2006 | 2010 |
| ---- | ---- | ---- | ---- | ---- | ---- | ---- | ---- | ---- |
| 188  | 161  | 119  | 115  | 109  | 111  | 122  | 121  | 115  |

| 2015 | 2020 | 2022 | - | - | - | - | - | - |
| ---- | ---- | ---- | - | - | - | - | - | - |
| 122  | 119  | 120  | - | - | - | - | - | - |

La commune, essentiellement rurale, a vu sa population diminuer tout au long du 20e siècle : la demande de main d’oeuvre a reculé devant ia mécanisation entraînant l’exode des jeunes ; en 1990, près de la moitié des habitants sont des retraités L’école a fermé en 1970. Saint-Martin fait partie des communes éloignées de Chalon-sur-Saône qui ont perdu les deux tiers de leur population entre 1890 et 1999.

## Économie
Les activités économiques de Saint-Martin-en-Gatinois, jusque dans les années 1950, étaient majoritairement agricoles. En 2025, si l'on additionne, l'élevage de chevaux, de bovins et de diverses cultures, nous avons six exploitants. La commune compte aussi ; deux fabricants de produits métalliques, une entreprise de maçonnerie générale, une société de holding, deux sociétés d'activités immobilières, une société d'action sociale et une société de conseil en gestion.

## Vie locale

### Culte
Saint-Martin-en-Gâtinois appartient à la paroisse Saint-Jean-Baptiste-des-Trois-Rivières, qui relève du diocèse d'Autun et a son siège à Verdun-sur-le-Doubs.

## Culture locale et patrimoine

### Lieux et monuments
Sont à voir à Saint-Martin-en-Gâtinois :
- l'église Saint-Martin, édifice qui a succédé à une ancienne chapelle construite en 1120 et devenue église paroissiale en 1271[23]
- l'oratoire de sainte Barbe[24].
- Monument aux morts - Cimetière - Eglise

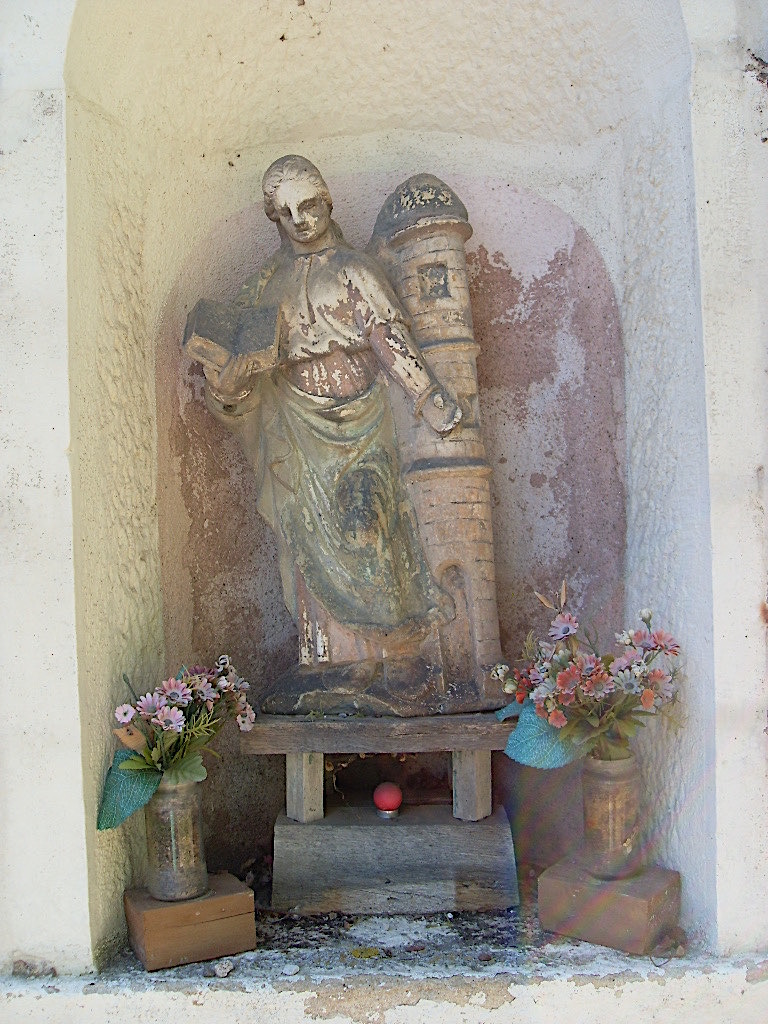
Oratoire de sainte barbe
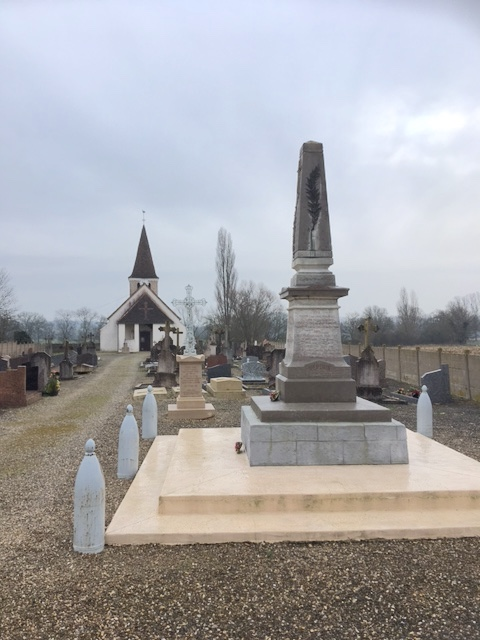
vue depuis rue principale

### Personnalités liées à la commune
- Antoine Villermin (1889-1914), instituteur et poète. Son nom est inscrit au Panthéon parmi les 560 écrivains morts pour la France lors de la Première Guerre mondiale et sur le monument aux morts de Saint-Martin-en Gâtinois.

## Pour approfondir